# Wilkinson Championships 1996
Il Wilkinson Championships 1996 è stato un torneo di tennis giocato sull'erba.  
È stata la 18ª edizione del torneo, che fa parte della categoria World Series
nell'ambito dell'ATP Tour 1996 e della Tier III nell'ambito del WTA Tour 1996.
Sia il torneo maschile che quello femminile si sono giocati a Rosmalen, vicino 's-Hertogenbosch nei Paesi Bassi, dal 10 al 22 giugno 1996.

## Campioni

### Singolare maschile
Richey Reneberg ha battuto in finale  Stéphane Simian con il punteggio di 6–4, 6–0.

### Singolare femminile
Anke Huber ha battuto in finale  Helena Suková con il punteggio di 6–4, 7–6.

### Doppio maschile
Paul Kilderry /  Pavel Vízner hanno battuto in finale  Anders Järryd /  Daniel Nestor con il punteggio di 7–5, 6–3.

### Doppio femminile
Larisa Neiland /  Brenda Schultz hanno battuto in finale  Kristie Boogert /  Helena Suková con il punteggio di 6–4, 7–6.